# 羽鳥いち
羽鳥 いち（はとり いち）は、日本の女性声優。
2012年より活動。主にアダルトゲームの登場人物を演じている。2013年発売の『ココロ@ファンクション!』で初めて主要人物（速水朝顔）の役を担当した。

## 人物
- 声優を志した切っ掛けは、子供の頃に必殺技（名）を叫ぶ作品が好きで、自分も必殺技を叫んでみたいと思ったこと[1]。友達と一緒に漫画の台詞をテープレコーダーに吹き込んでいた[1]。

- 「羽鳥いち」という芸名のうち、「羽鳥」は自分の好きな漢字であり、「羽ばたく鳥」のイメージから付けたものであり、「いち」は好きな数字が1であることと「この業界のオンリーワンになりたい」「ひとつひとつの仕事を大切にする」という意志に基づく[1][2]。

- テンションが上がると我を忘れがちで、身振り手振りが多い[1]。

- デビュー作は『神がかりクロスハート!』で、サブキャラクターの小巻香奈恵を演じた[1]。ボーイッシュなキャラのイメージを固めて収録に臨んだところ、スタジオでちょっと違うと言われ、初めてで緊張していたこともあり、用意された5時間で60ワードしか収録できなかったという[1]。

- 得意な役は、羽鳥自身「抜けてるところがあるので」、同じように抜けているキャラや馬鹿なキャラ[1]。『ココロ@ファンクション!』の速水朝顔は引き籠もってボソボソ喋るダウナー系という、羽鳥本人とは真逆のキャラであったため、研究と練習を重ねて収録に臨んだ[1]。この朝顔は発売後のキャラクター人気投票で1位を獲得している[3]。

- 『恋する気持ちのかさねかた』で演じたバリスタを目指すヒロイン・久遠寺ひよりに影響され、手挽きのコーヒーミルを2台購入した[2][注釈 1]。

- 演じたキャラの中で素の自分に一番近かったのは『そして初恋が妹になる』の宮本遊花であったという（2016年時点）[2]。

## 出演
太字は主役・メインキャラクター。

### アダルトゲーム

#### 2012年
- 太陽のプロミア Flowering Days（ミルサントの人々）
- PersonA 〜オペラ座の怪人〜
- 神がかりクロスハート!（小巻 香奈恵[1][6]）
- この大空に、翼をひろげて（早苗[7]）
- JOKER -死線の果ての道化師-
- 倉野くんちのふたご事情

#### 2013年
- この大空に、翼をひろげて FLIGHT DIARY（早苗）
- LOVESICK PUPPIES
- 僕らの頭上に星空は廻る
- お嬢様はご機嫌ナナメ（響木 鮎佳[8]）
- レミニセンス
- BRAVA!!
- Berry's
- ココロ@ファンクション!（速水 朝顔[1][9][10]）
- 桜舞う乙女のロンド（真原 祐里[11]）
- 妹のおかげでモテすぎてヤバい。（姫宮 結莉夏[12]）
- Timepiece Ensemble（蔵前 こなみ[13]）

#### 2014年
- 桜舞う乙女のロンド 〜あなたと見る冬桜〜（真原 祐里）
- Clover Day's
- D.C.III P.P. 〜ダ・カーポIII プラチナパートナー〜（上野 陽子[14]）
- Golden Marriage（丹下 花純[15]）
- 放課後の不適格者（前田 由佳[16]）
- 恋DOKi（みく[17]）
- セミラミスの天秤（乾 芙美香[18]）
- PRIMAL×HEARTS
- 恋春アドレセンス（柊[19]）
- 乙女が奏でる恋のアリア（西條 希実[20]）
- ココロ@ファンクション! NEO（速水 朝顔[21]）

#### 2015年
- あま恋シロップス（綿貫 あやめ[22]）
- Golden Marriage -Jewel Days-（丹下 花純[23]）
- プラマイウォーズ（喜多 志保[24]）
- なついろレシピ（鰺ヶ沢 椋香[25]）
- 乙女が奏でる恋のアリア 君に捧げるアンコール（西條 希実[26]）
- 天ノ空レトロスペクト（篠宮 絵里[27]、シノヱ）
- 恋する気持ちのかさねかた（久遠寺 ひより[28]）
- 見上げてごらん、夜空の星を（加納 紀子[29]）
- QUINTUPLE☆SPLASH（谷和原 香織[30]）

#### 2016年
- 恋する気持ちのかさねかた ひよりと同棲ミニADV（久遠寺 ひより[31]）
- そして初恋が妹になる（宮本 遊花[32]）
- 見上げてごらん、夜空の星を FINE DAYS（加納 紀子[33]）
- 恋する気持ちのかさねかた 〜かさねた想いをずっと〜（久遠寺 ひより[34]）
- 千の刃濤、桃花染の皇姫（伊那 子柚[35]）
- 空のつくりかた（ハル＝クリス[36]）

#### 2017年
- 想いを捧げる乙女のメロディー（雨坂 汐理[37]）
- ピュアソングガーデン!（すず[38]）
- お家に帰るまでがましまろです
- D.C.III DreamDays 〜ダ・カーポIII〜 ドリームデイズ（上野 陽子）
- 彼女は天使で妹で（仁科 十花[39]）
- BALDR BRINGER（バルトロメウス・ベルゲングリューン[40]）
- 想いを捧げる乙女のメロディー 〜あふれる想いを調べにのせて〜（雨坂 汐理[41]、西條 希実）
- Making*Lovers（小鳥遊 亜子[42]）

#### 2018年
- 雲上のフェアリーテイル（ナツ[43]）
- Making*Lovers 激イチャアフターストーリー Vol.01 亜子、可憐、咲（小鳥遊 亜子[44]）
- BALDR BRINGER EXTEND CODE（バルトロメウス・ベルゲングリューン[45]）
- 見上げてごらん、夜空の星を Interstellar Focus（加納 紀子）

#### 2019年
- 千の刃濤、桃花染の皇姫 -花あかり-（伊那 子柚[46]）

### コンシューマーゲーム
- この大空に、翼をひろげて CRUISE SIGN（2016年、早苗）
- Timepiece Ensemble（2017年、蔵前 こなみ[47]）
- Clover Day's（2017年）
- Making*Lovers（2019年、小鳥遊 亜子[48]）
- 空のつくりかた（2023年、ハル＝クリス）
- 雲上のフェアリーテイル（2023年、ナツ）

### アプリ
- 爆発くんG（2013年、ポムポム君）
- FLOWER KNIGHT GIRL（2015年）[49]
- 千桃時計 伊那子柚（2016年）[50]
- あいりすミスティリア!〜少女のつむぐ夢の秘跡〜（2017年、ラウラ・ケリリ[51]）
- うんてい時計（2018年、ナツ）

### オーディオドラマ
- 初恋トリビュート（2013年、女生徒B[52]）
- PopLife! Vol.1（2013年、並木 ぽぷら）
- ダキカノ Vol.4（2016年、乃木坂 舞[53]）
- ダキカノアフター（2019年、乃木坂 舞[54]）

### ドラマCD
- そして初恋が妹になる ドラマCD 〜せーしゅんライフ in 美柿野寮〜（2016年、宮本遊花）
- あいりすミスティリア! ドラマCD「獣人ユニット!」（2019年、コミックマーケット96、ラウラ）
- あいりすミスティリア! ドラマCD「フリッカとオリヴィエの大晦日特別番組」（2021年、コミックマーケット99、ラウラ）

### インターネットラジオ
- あるらじ! そよぎと六花のRadio de ALcot!（2016年3月24日、第60回ゲスト、音泉）[55]
- ある生!（2017年9月15日、第21回ゲスト、ニコニコ生放送）[56]
- 藤咲ウサと猫村ゆきのあいミスRADIO!（2021年7月、第127・128回ゲスト、YouTube）[57]

#### ラジオCD
- あるらじ! そよぎと六花のRadio de ALcot! de CD vol.05（2016年、アーカイブ：49回 - 60回）[55]

### インタビュー
- 「Voice de PUSH!!」『PUSH!!』（マックス）、2015年9月号、150頁。

## キャラクターソング
※太字は羽鳥いちの役名。
| 発売日   | タイトル                                                                        | 名義      | 楽曲                                            | タイアップ                                      |
| 2017年   | 2017年                                                                          | 2017年    | 2017年                                          | 2017年                                          |
| -------- | ------------------------------------------------------------------------------- | --------- | ----------------------------------------------- | ----------------------------------------------- |
| 6月30日  | 「ピュアソングガーデン!」サウンドトラック『ミライレコード!』                    | M3部      | 「ソング・フォー・ミュージック」                | PCゲーム『ピュアソングガーデン!』ワールドソング |
| 10月27日 | 「彼女は天使で妹で」初回特装版オフィシャル通販特典マキシシングル                | 仁科 十花 | 「君はAngel 十花ver.」                          | PCゲーム『彼女は天使で妹で』主題歌              |
| 2018年   |                                                                                 |           |                                                 |                                                 |
| 6月29日  | 「ピュアソングガーデン!」フルコンプリートサウンドトラック『エンゼルラブソング』 | M3部      | 「ソング・フォー・ミュージック」（96kHz/24bit） | PCゲーム『ピュアソングガーデン!』ワールドソング |
| 2020年   |                                                                                 |           |                                                 |                                                 |
| 12月28日 | ALcot characterSong coLLection                                                  | 仁科 十花 | 「君はAngel 十花ver.」                          | PCゲーム『彼女は天使で妹で』主題歌              |